# امکان منطقی
''''امکان منطقی (انگلیسی: Logical possibility)، در اصطلاح منطقیان قضیه‌ای است که در آن، به سلب ضرورت مطلق از جانب مخالف، حکم شده‌است.

## امکان منطقی
در امکان منطقی، اگر حکم قضیه، ایجابی باشد، امکان آن، عبارت است از سلب ضرورت سلب، و اگر قضیه سالبه باشد، امکان آن، سلب ضرورت ایجاب است، زیرا ایجاب جانب مخالف سلب است.
پس اگر بگوییم: هر آتشی ممکن است گرم باشد به امکان عام، معنی آن این است که سلب گرما از آتش ضروری نیست.
و اگر بگوییم: هیچ گرمی ممکن نیست سرد باشد به امکان عام، معنی آن این است که ایجاب سرما برای شیء گرم، ضروری نیست.

## امکان عام و امکان خاص
امکان عام، آن است که سلب ضرورت از احد طرفین مقابلین بکند؛ مثلاً گفته شود: زید موجود است بالامکان و وجودش ضروری نیست. یا اینکه بگوید: عدمش ضروری نیست. سلب ضرورت از احدالمقابلین است.
امکان خاص، آن است که سلب ضرورت از طرفین مقابلین بکند. مقابلین امکان وجوب و امتناع و موادّ ثلاث است. گفته شود: «زید ممکن بالامکان الخاص و لا یکون وجوده ضروریا و لا عدمه ضروریا». طبیعتاً ضرورت از دو طرف که بشود خاص می‌شود نسبت به آن که ضرورت از یک طرف شد.